# George Englund
George Englund (* 22. Juni 1926 in Washington, D.C.; † 14. September 2017 in Palm Springs, Kalifornien) war ein US-amerikanischer Schauspieler, Filmregisseur, Filmeditor und Filmproduzent.

## Leben
George Englund war der Sohn der Schauspielerin Mabel Albertson, die als Tante Clara in der Sitcom Verliebt in eine Hexe mitwirkte. Sein Onkel war der Schauspieler Jack Albertson.
Am 19. April 1953 heiratete Englund die Schauspielerin Cloris Leachman. Aus der Ehe gingen fünf Kinder hervor. Der älteste Sohn Bryan Englund verstarb 1986 an einer Medikamentenüberdosis. Die Söhne Morgan Englund, George jr. und Adam Englund sind wie ihre Eltern Schauspieler geworden. Tochter Dinah Englund verfolgt eine Karriere als Musikerin. 1979 ließen sich Leachman und Englund scheiden. Seit dem 10. April 1980 war George Englund in zweiter Ehe mit der Schauspielerin Bonnie Graves verheiratet. Aus dieser Beziehung stammte der Sohn Max Englund.
Eine fast 50 Jahre andauernde Freundschaft verband George Englund mit dem Schauspieler Marlon Brando. Die beiden gründeten zusammen mit Brandos Vater 1955 die Produktionsfirma Pennebaker Productions. Die Firma war unter anderem für Filme wie Sayonara, The Rise and Fall of Ziggy Stardust and the Spiders from Mars, Der letzte Zug und Der Mann in der Schlangenhaut verantwortlich.
George Englund schrieb zwei Bücher über seinen Freund und Kollegen Marlon Brando, die 2004 bzw. 2005 veröffentlicht wurden. Er war außerdem als Co-Autor an der Autobiografie seiner ehemaligen Ehefrau Cloris Leachman beteiligt.

## Filmografie (Auswahl)

### Als Regisseur
- 1963: Wegweiser zum Mord (Signpost to Murder)
- 1963: Der häßliche Amerikaner (The Ugly American)
- 1971: Zachariah
- 1972: The Ski Riders
- 1972: Bankraub am Monte Rosa (Snow Job)
- 1978: A Christmas to Remember
- 1983: Was soll Dixie denn im Kloster? (Dixie: Changing Habits)
- 1984: Die Haie von Las Vegas (The Vegas Strip War)

### Als Produzent
- 1968: In den Schuhen des Fischers (The Shoes of the Fisherman)
- 1968: Katanga
- 1968: Dark of the Sun
- 1974: Extrablatt (The Front Page)

### Als Editor
- 1991–1992: Golden Girls (The Golden Girls) (Fernsehserie)

## Auszeichnungen
- 1964: Nominierung für den Golden Globe Award in der Kategorie Beste Regie für Der häßliche Amerikaner